# Om du längtar efter fullhet
Om du längtar efter fullhet är en psalm med text och musik skriven 1912 av Lelia Morris. Texten översattes till svenska 1922.

## Publicerad i
- Segertoner 1988 som nr 383 under rubriken "Fader, son och ande - Anden, vår hjälpare och tröst".[1]